# Vaillac
Vaillac (en occitano Valhac) era una comuna francesa situada en el departamento de Lot, de la región de Occitania, que el 1 de enero de 2016 pasó a ser una comuna delegada de la comuna nueva de Cœur-de-Causse al fusionarse con las comunas de Beaumat, Fontanes-du-Causse, Labastide-Murat y Saint-Sauveur-la-Vallée.

## Demografía
| Gráfica de evolución demográfica de Vaillac entre 1800 y 2014 |
|                                                               |

Los datos demográficos contemplados en este gráfico de la comuna de Vaillac se han cogido de 1800 a 1999 de la página francesa EHESS/Cassini, y los demás datos de la página del INSEE.